# Csiang Csin
Csiang Csin (Jiang Jin) (egyszerűsített kínai: 江津, pinjin, hangsúlyjelekkel: Jiāng Jīn; Sanghaj, 1968. október 17. – ) kínai válogatott labdarúgókapus.

## Pályafutása

### Klubcsapatban
1987 és 1999 között a Baji FC csapatában játszott, melynek tagjaként 1990-ben megnyerte a kínai kupát. 2000 és 2002 között a Tiencsin Teda kapuját védte. 2003 és 2004 között a Sanghaj International, 2005 és 2007 között a Sanghaj Stars kapusa volt.

### A válogatottban
1993 és 2002 között 51 alkalommal játszott a kínai válogatottban. Részt vett a 2000-es Ázsia-kupán, illetve a 2002-es világbajnokságon, ahol a kínai válogatott első számú kapusának számított. A Costa Rica, a Brazília és a Törökország elleni csoportmérkőzésen kezdőként lépett pályára.

## Sikerei, díjai
Baji FC
- Kínai kupagyőztes (1): 1990